# Test di Itano-Pauling
Il test di Itano-Pauling è un test di laboratorio utilizzato per la diagnosi della anemia falciforme.
La procedura consiste nel mescolare il campione ematico prelevato dal paziente in un uguale volume di una soluzione di acqua distillata contenente metabisolfito di sodio al 2% (un agente riducente). Il preparato deve essere lasciato riposare per 5 minuti. In caso di anemia falciforme, l'esposizione dei globuli rossi al sodio metabisolfito provoca falcizzazione, reperto facilmente apprezzabile al microscopio ottico.